# Петрівська волость (Ізюмський повіт)
Петрівська волость — історична адміністративно-територіальна одиниця Ізюмського повіту Харківської губернії з центром у слободі Петрівська.
Станом на 1885 рік складалася з 5 поселень, 5 сільських громад. Населення — 7344 особи (3657 чоловічої статі та 3687 — жіночої), 1429 дворових господарств.
|                     | Площа, десятин | У тому числі орної, дес. |
| ------------------- | -------------- | ------------------------ |
| Сільських громад    | 18479          | 5194                     |
| Приватної власності | 649            | 375                      |
| Казенної власності  | 735            | 305                      |
| Іншої власності     | 149            | 102                      |
| Загалом             | 20012          | 5976                     |

Поселення волості:
- Петрівська — колишня державна слобода при річці Мокра Беречка за 22 версти від повітового міста, 3093 особи, 500 дворових господарств, православна церква, школа, 6 лавок, 4 ярмарки на рік.
- Волвенкове  — колишнє державне село, 1009 осіб, 205 дворових господарств, православна церква, школа, лавка.
- Веревкіна — колишня державна слобода при річці Сіверський Донець, 1164 особи, 243 дворових господарства, православна церква, школа.
- Протопопова — колишня державна слобода при річці Сіверський Донець, 1960 осіб, 243 дворових господарства, православна церква, школа, 2 лавки.

Найбільші поселення волості станом на 1914 рік:
- село Петрівське — 6538 мешканців;
- село Веревкіне — 2389 мешканців;
- село Протопопівка — 6538 мешканців;
- село Волвенкове  — 1743 мешканці.

Старшиною волості був Прокіп Михайлович Шахматов, волосним писарем — Йосиф Стефанович Їхало, головою волосного суду — Іван Никифорович Руднєв.